# 環倫巴底賽
環倫巴底賽 是著名的公路單車運動賽事，舉辦於義大利倫巴底。為歐洲年度最後一場古典賽（Monument），由於也是UCI世界巡迴賽最後一站，經常是決定車手年度積分排名的關鍵。因比賽在秋天舉辦，又被稱為落葉時節的古典賽（義大利語：la classica delle foglie morte）。

## 賽事歷史
首次舉辦於1905年，當時賽事名稱為米蘭－米蘭，1907年改為目前沿用的名稱。

### 起點與終點
歷屆不同的起點與終點如下:
- 1905-1960: 起點米蘭、終點米蘭
- 1961-1984: 起點米蘭、終點科莫
- 1985-1989 起點科莫、終點米蘭 (1985年在Velódromo Vigorelli，1986年至1989年間在主教座堂廣場 (米蘭)
- 1990-1994 :起點米蘭、終點蒙扎
- 1995-2001: 起點瓦雷澤、終點貝加莫
- 2002: 起點坎圖、終點貝加莫
- 2003: 起點科莫、終點貝加莫
- 2004-2006: 起點瑞士的門德里西奧、終點科莫
- 2007-2009 起點瓦雷澤、終點科莫
- 2010: 起點米蘭、終點科莫
- 2011: 起點米蘭、終點萊科
- 2012-2013: 起點貝加莫、終點萊科
- 2014: 起點科莫、終點貝加莫

### 歷屆冠軍國籍
| 冠軍數 | 國家   |
| ------ | ------ |
| 67     | 義大利 |
| 12     | 比利时 |
| 11     | 法國   |
| 5      | 瑞士   |
| 4      | 爱尔兰 |
| 3      | 荷蘭   |
| 2      | 西班牙 |
| 1      | 立陶宛 |
| 1      | 盧森堡 |
| 1      | 俄羅斯 |
| 1      | 英国   |

## 外部連結
- 官方网站
- http://rcn-tw.blogspot.tw/2010/10/2010giro-di-lombardia-1016.html （页面存档备份，存于）